# Paławinny Łoh
Paławinny Łoh (biał. Палавінны Лог; ros. Половинный Лог) – wieś na Białorusi, w obwodzie mohylewskim, w rejonie mohylewskim, w sielsowiecie Pałykawiczy, nad Dnieprem. Od wschodu graniczy z Mohylewem.